# Radica
Radica je žensko osebno ime.

## Izvor imena
Ime Radica je različica ženskaga osebnega imena Rada.

## Pogostost imena
Po podatkih Statističnega urada Republike Slovenije je bilo na dan 31. decembra 2007 v Sloveniji število ženskih oseb z imenom Radica: 57.

## Osebni praznik
Osebe z imenom Radica lahko praznujejo god takrat kot osebe z imenom Rada.